# Voi Voi

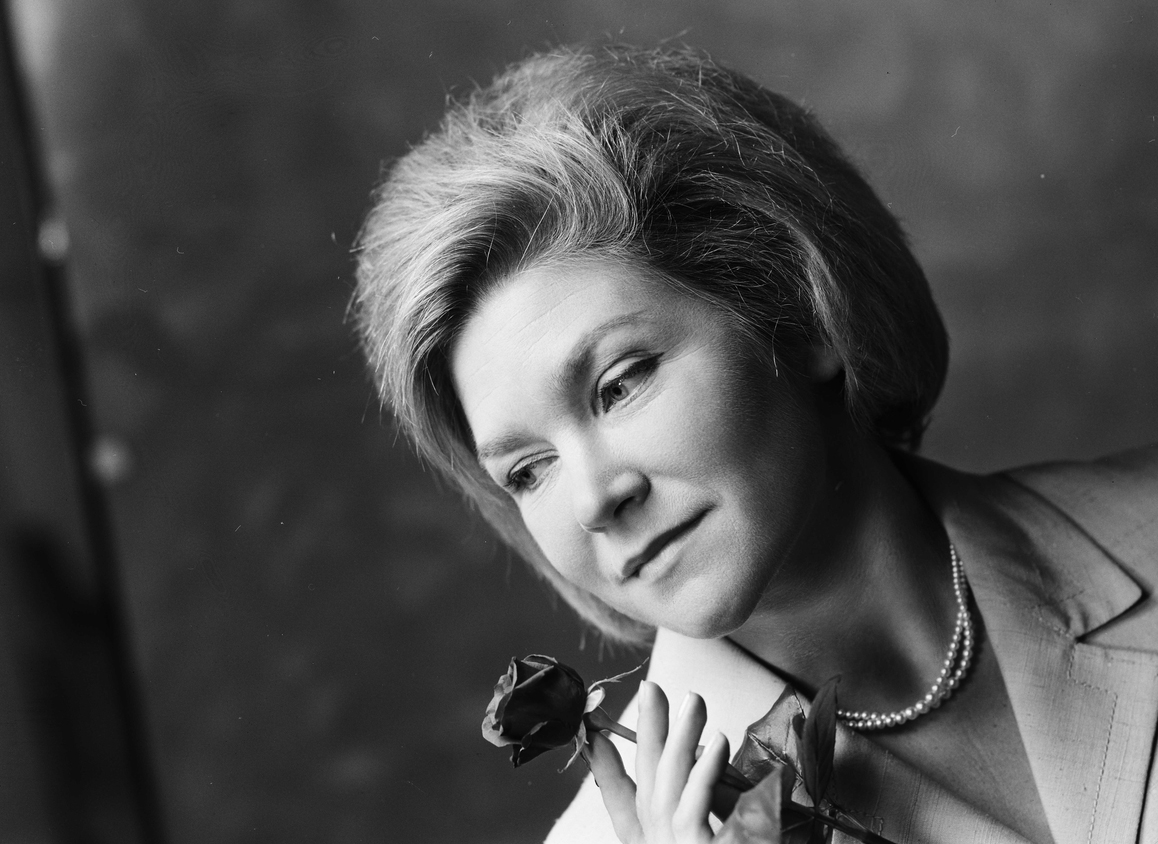
Cantora Nora Brockstedt

"Voi Voi" (expressão supostamente lapônica que significa  "Hey Hey") foi a canção que representou a Noruega no Festival Eurovisão da Canção 1960 que se realizou em Londres.
A canção foi interpretada em norueguês por Nora Brockstedt. Foi a estreia da Noruega no Festival Eurovisão da Canção e consequentemente a primeira vez em que a língua norueguesa foi escutada naquele certame. Na noite do evento, Nora foi a sexta a cantar, a seguir à canção da Bélgica "Mon amour pour toi e antes da canção da Áustria "Du hast mich so fasziniert", interpretada por Harry Winter. Depois da morte de Georg Elgaaen em 2005, os royalties da canção foram para a uma associação humanista, da qual ele era membro.
A Noruega nesta estreia terminou em quarto lugar, tendo recebido um total de 11 pontos. No ano seguinte, em 1961 a Noruega foi representada novamente por Nora Brockstedt que interpretaria o tema "Sommer i Palma".

## Autores
- Letrista: Georg Elgaaen
- Compositor: Georg Elgaaen
- Orquestrador:Øivind Bergh

## Letrista
A canção é de estilo chanson,  estilo popular nos primeiros anos do festival. Brockstedt começa dizendo aos seus ouvintes que tinha ouvido aquela música a uma menina sami, no norte da  Noruega, antes de repetir a letra da canção em questão. Esta canção-dentro-uma-canção é uma balada de amor de uma rapariga pelo seu amante, dizendo-lhe o quanto ela espera para passar um tempo com ele no sábado.

## Versões
- "Big Boy" (inglês)
- "Voi voi  (sueco)
- "Voi voi (dinamarquês)
- nova versão (1988) (norueguês)
- nova versão com  Bjelleklang (2006) (norueguês) [3:05]
- nova versão com Superstars (2006) (norueguês) [3:30]

### Versões cover
- Pitsj
- Bjelleklang
- Bredesen
- Knut Mikaelsen Bopalong Quintet - versão jazz
- Superstars - versão rap